# クリューガー・ハウス
座標: 南緯25度44分47秒 東経28度10分53秒 / 南緯25.74639度 東経28.18139度
クリューガー・ハウス（英語: Kruger House）は、南アフリカ共和国ハウテン州ツワネ市都市圏（プレトリア）にある博物館である。

## 概要
ボーア人で南アフリカ独立の指導者（トランスヴァール共和国初代大統領）であるポール・クリューガーの邸宅で、現在は当時の贈答品や備品を保全･展示した博物館となっている。

## 歴史
1884年に建築されたが、セメントの品質が劣悪であったので水ではなくミルクを混合したセメントを使用された。プレトリアの家庭に照明が設置された最初の邸宅のひとつでもある。

## 構成
1896年10月10日に、鉱山事業で成功したバーニー・バルナートがクリューガーの誕生日にプレゼントした、2頭のライオン像が2階ベランダに設置されている。